# 毛椿叶花椒
毛椿叶花椒（学名：Zanthoxylum ailanthoides var. pubescens）为芸香科花椒属下的一个变种。

## 扩展阅读
- 維基物種上的相關：毛椿叶花椒